# Osvobození Vranje (1878)

Situace před bitvou a osvobozením města.

Osvobození Vranje v roce 1878 od turecké nadvlády představuje jednu ze závěrečných etap odchodu Turků z prostoru dnešního Balkánu, známého v dané době též jako Evropské Turecko. Po začátku druhé srbsko-turecké války zahájila srbská armáda ofenzívu na své jižní hranici s cílem obsadit co největší část území dnešního jižního Srbska. Po bitvě na Grdelici se armádě podařilo vstoupit do Masurického údolí, a cesta k Vranje tak byla otevřená. Těsně před osvobozením vypuklo i povstání pravoslavného srbského území na oblastech, které byly pod tureckou správou. 
Srbské armádě velel generál Jovan Belimarković. Před osvobozením se armáda nacházela na pravém břehu řeky Jižní Morava. Osmanská vojska se nacházela pod velením generála Asafa-paši na levém břehu. Dne 26. ledna 1878 byl útok zahájen přesunem srbského vojska na druhou stranu řeky. Střety kulminovaly dne 31. ledna. V bitvě bojovalo na 22 tisíc vojáků. Skončila vítězstvím srbské armády a uloupením značného množství vybavení armády osmanské. Turečtí vojáci se po prohrané bitvě stáhli směrem k městům Preševo a Bujanovac. 
Nedlouho po bitvě byla podepsána Sanstefanská smlouva, která předvídala značné územní zisky nedalekému Bulharsku. Obyvatelé Vranje proto apelovali na knížete Milana Obrenoviće, aby armádu z města nestahoval, a Vranje tak nebylo přičleněno k Bulharsku. Po Berlínském kongresu však vzaly původní plány na rozšíření bulharského území za své a Vranje tak zůstalo součástí srbského území. 